# Ruden (Kärnten)
Ruden (slowenisch: Ruda) ist eine im Bezirk Völkermarkt in Österreich, im Bundesland Kärnten gelegene Gemeinde mit 1507 Einwohnern (Stand 1. Jänner 2024).

## Geographie
Das Gemeindegebiet liegt im östlichen Teil des Jauntals nördlich der Drau zwischen dem Wallersberg, dem Lisnaberg und dem Weißenegger Berg.

### Gemeindegliederung
Ruden ist in die vier Katastralgemeinden Kraßnitz (Krasnica), Unternberg (Podgora), Ruden (Ruda) und Eis (Led) gegliedert. Das Gemeindegebiet umfasst folgende 18 Ortschaften (in Klammern Einwohnerzahl Stand 1. Jänner 2024):
- Dobrowa (Dobrava) (44)
- Eis (Led) (216)
- Grutschen (Gruča) (14)
- Kanaren (Kanarn) (28)
- Kleindiex (Male Djekše) (108)
- Kraßnitz (Krasnica) (28)
- Lippitzbach (Lipica) (28)
- Obermitterdorf (Dolinja vas) (222)
- Ruden (Ruda) (219)
- Sankt Jakob (Šentjakob) (9)
- Sankt Martin (Šmartin) (165) samt St. Martin-Bundesstraße
- Sankt Nikolai (Šmiklavž) (67)
- Sankt Radegund (Šentradegunda) (92)
- Untermitterdorf (Srednja vas) (92)
- Unternberg (Podgora) (116) samt St. Michael
- Unterrain (Breg) (9)
- Weißeneggerberg (Višnjaška Gora) (0)
- Wunderstätten (Drumlje) (50)

### Nachbargemeinden
|             | Griffen                                     | Sankt Paul im Lavanttal (WO) |
| Völkermarkt | Kompassrose, die auf Nachbargemeinden zeigt | Lavamünd (WO)                |
|             | Bleiburg                                    | Neuhaus                      |

## Geschichte

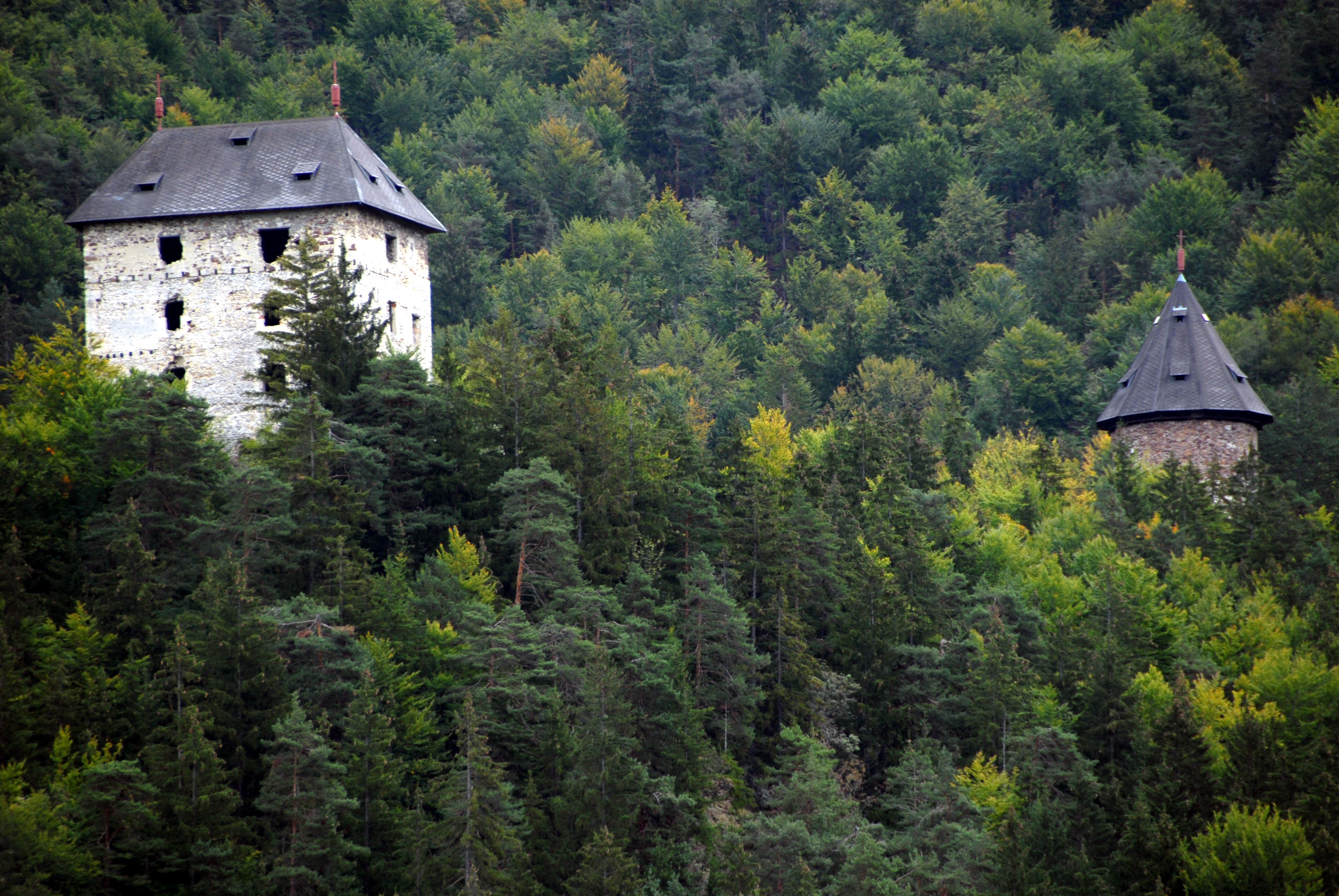
Burg Weißenegg

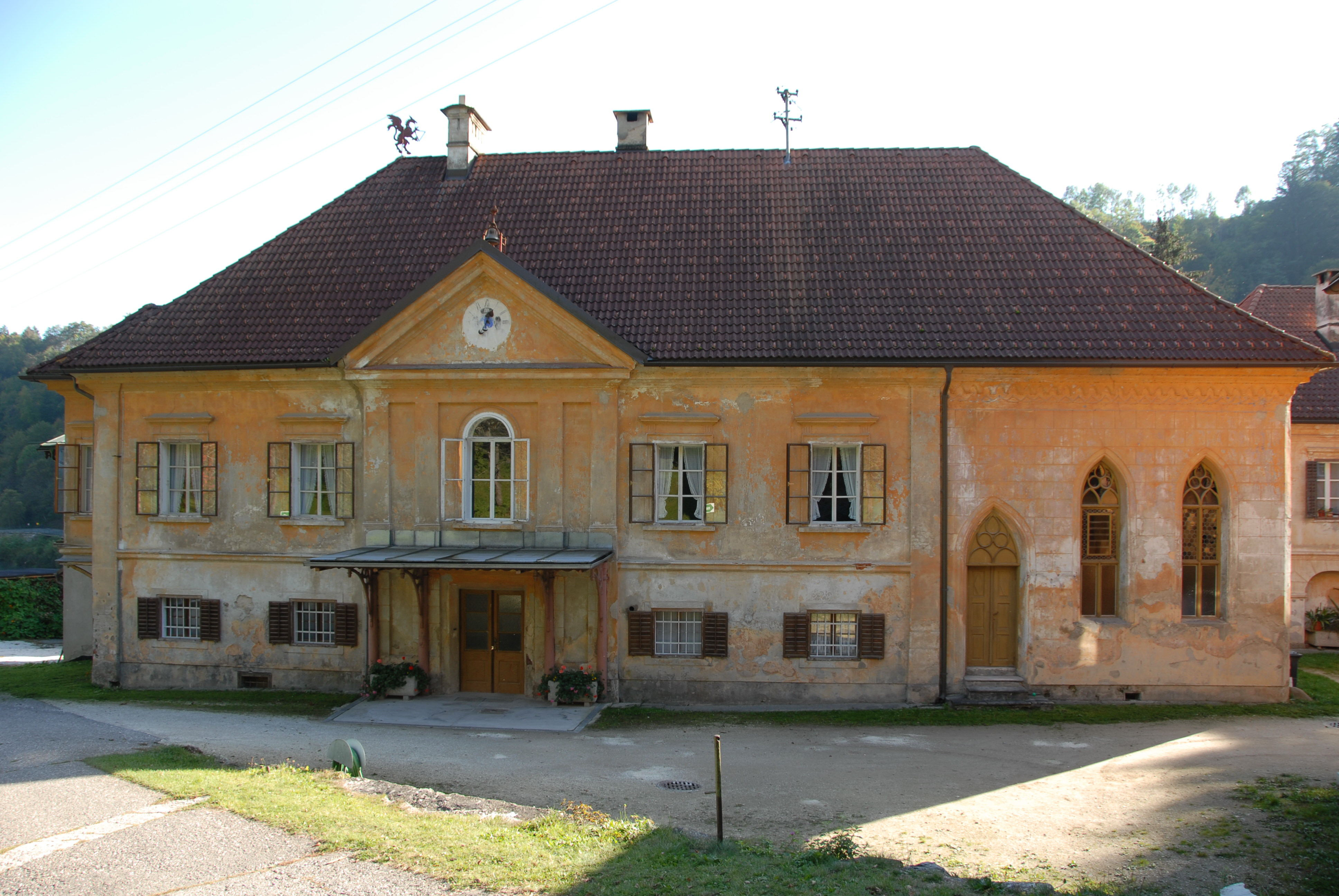
Schloss Lippitzbach

Ein örtlicher Silberabbau bei den heutigen Ortschaften Eis und St. Nikolai ist seit dem 12. Jahrhundert urkundlich belegt und wurde möglicherweise schon vor über 2000 Jahren betrieben (daraus lässt sich der Ortsname aus dem Slowenischen „Ruda“ ableiten); die im Jahr 1858 gefundenen keltischen Silbermünzen aus dem ersten Jahrhundert vor Christus gehen möglicherweise auf lokale Silbergruben zurück (siehe hierzu auch Abschnitt Wappen). Bei Ruden wurde Erzbergbau betrieben.
Das heutige Gemeindegebiet war lange Zeit Teil der Herrschaft Weißenegg, die ihren Sitz auf der im 12. Jahrhundert errichteten Burg Weißenegg hatte. Der erste Weißenegger soll ein Wülfing von „Wizzeneck“ gewesen sein, der um etwa 1120 gelebt haben soll. Ab 1300 hatte Weißenegg als Sitz eines Landgerichts, zu dem auch Ruden gehörte, eine gewisse Bedeutung, dieses Landgericht wurde allerdings 1491 nach Griffen verlegt. Die Weißenegger hatten Burg und Herrschaft bereits 1332 an die Herren von Walsee verkauft, von diesen ging der Besitz durch Erbschaft 1363 an die Grafen von Cilli und 1425 durch einen Tausch an das Erzbistum Bamberg über. Bis 1759 blieb Weißenegg bambergisch, dann veräußerten die Bamberger ihren Besitztümer in Kärnten, die zu diesem Zeitpunkt verlassene Burg und die sie umgebenden Wälder kamen schließlich in Privatbesitz.
Im Jahr 1521 wurde Ruden als eigenständige Pfarre bezeichnet. Die Pfarrkirche St. Magdalena ist ein spätgotischer Bau mit Gewölben aus dem 15. Jahrhundert.
Eine alte Weinbaugegend in Ruden, die allerdings erst aus dem 17. Jahrhundert bezeugt ist, führt heute noch den Namen „Weingarten“. Es darf mit Bestimmtheit angenommen werden, dass dieser Weingarten ebenfalls schon im Mittelalter angelegt worden ist.
In Eis bei Ruden hatte es vom Jahre 1789 bis zum 29. Mai 1874 ein Postamt gegeben. Die Poststation befand sich auf dem jetzigen „Svetyhof“. Das Postamt Eis, an der Postroute in das nun slowenische Mießtal gelegen, hatte als Pferdewechselstelle Mitte des 18. Jahrhunderts Bedeutung.
Die heutige Ortsgemeinde geht auf die Gemeindegründung zweier Ortsgemeinden Ruden und Eis im Jahr 1850 zurück. Letztere teilte sich bereits 1854 in zwei Ortsgemeinden auf, von denen die zum Bezirk Völkermarkt gehörige 1865 an Ruden angeschlossen wurde. Vier Jahre später, 1869, wurde Ruden nach Griffen eingemeindet, verselbständigte sich aber schon 1876 wieder.
2017 wurden in Eis beim Bau eines Tunnels der Koralmbahn Grundrisse eines Römischen Dorfes entdeckt. Auch Münzen und Tongefäße wurden dort gefunden. Bis heute (stand 2. August 2018) wird noch immer an der Ausgrabung dieser Fundstätte gearbeitet. Zum Glück behinderten die Funde nicht den Bau des neuen Tunnels.

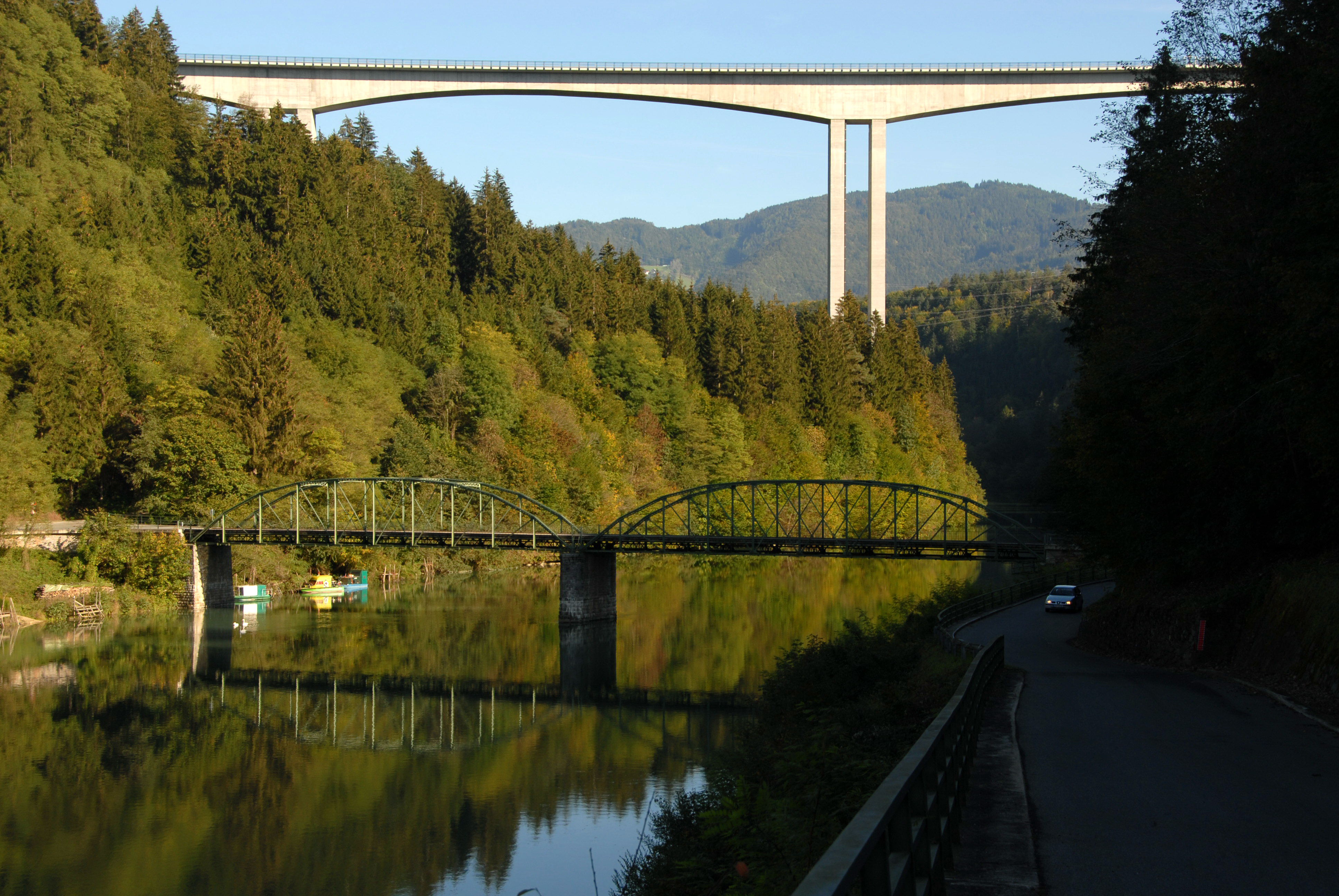
Alte und neue Draubrücke im Ortsteil Lippitzbach

### Bevölkerung
Nach der Volkszählung 2001 hat die Gemeinde Ruden 1.600 Einwohner, davon besitzen 98,1 % die österreichische Staatsbürgerschaft. 3,9 % gehören der slowenischsprachigen Volksgruppe an.
Zur römisch-katholischen Kirche bekennen sich 94,0 % der Gemeindebevölkerung, zur evangelischen Kirche 1,1 %. Ohne religiöses Bekenntnis sind 2,8 %.

## Kultur und Sehenswürdigkeiten
- Burg Weißenegg
- Schloss Lippitzbach
- Pfarrkirche Ruden
- Pfarrkirche Gorentschach
- Filialkirche St. Radegund (Ruden)
- Lipitzbacher Brücke

## Wirtschaft und Infrastruktur

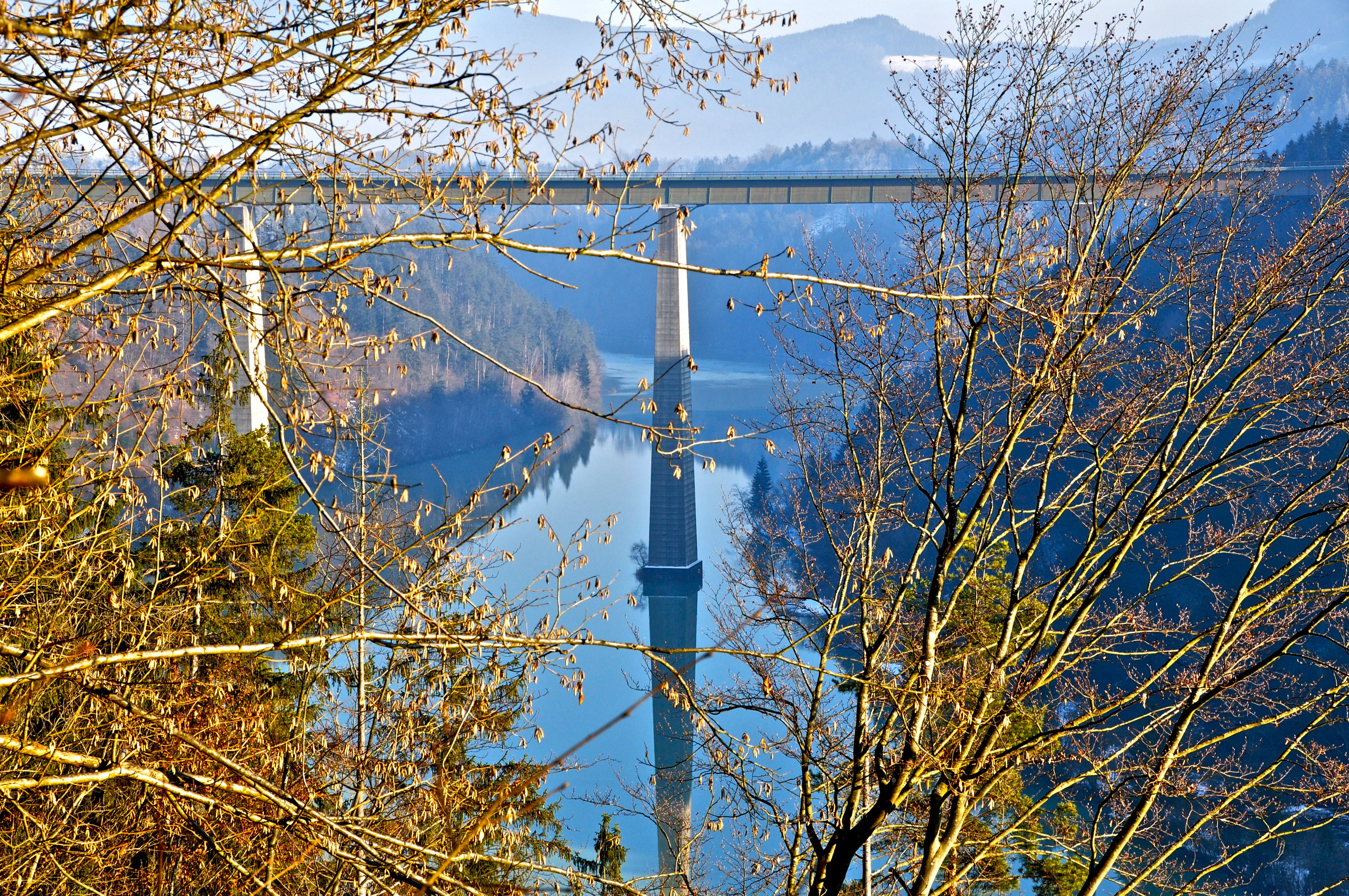
Jauntalbrücke über die Drau

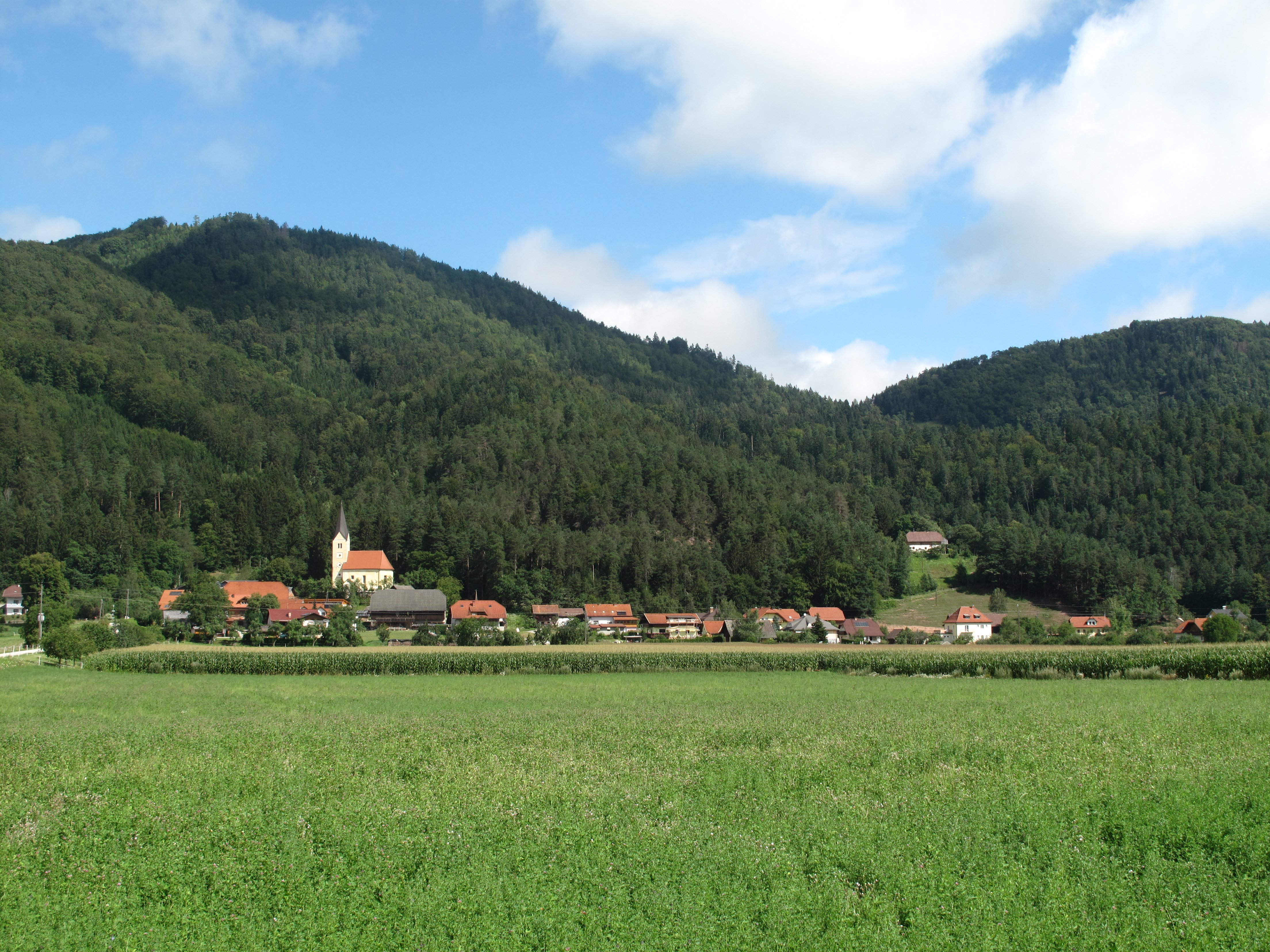
Die Ortschaft St. Radegund

Das Gemeindegebiet ist traditionell von der Landwirtschaft geprägt und weist heute eine hohe Rate von Auspendlern auf (laut Volkszählung 2001 gab es 545 Auspendler gegenüber 667 Erwerbstätigen am Wohnort).
Durch Ruden verläuft die Lavamünder Straße (B 80) in west-östlicher Richtung, eine von ihr in nördlicher Richtung abzweigende Landstraße stellt die Verbindung zur Nachbargemeinde Griffen und einen Anschluss an die Süd Autobahn (A 2) her. Die Verbindung nach Bleiburg erfolgt über die Lippitzbacher Straße mit der Lippitzbachbrücke.
Ruden liegt an der Jauntalbahn.

## Politik

### Gemeinderat
Der Gemeinderat hat 15 Mitglieder.
- Mit der Gemeinderatswahl 2015 setzte er sich wie folgt zusammen: 9 SPÖ, 4 ÖVP und 2 FPÖ.[2]
- Mit der Gemeinderatswahl 2021 setzt er sich wie folgt zusammen: 10 SPÖ, 3 ÖVP und 2 FPÖ.[3]

### Bürgermeister
- seit 1997 Rudolf Skorjanz (SPÖ)[4]
- 1979–1997 Hans Rader (SPÖ)[5]
- Anfang 20. Jahrhundert: Valentin Pleschiutschnig

### Wappen
Die amtliche Blasonierung des Wappens von Ruden lautet: „Silberner Rundschild mit Tectosagenkreuz nach dem Vorbild der keltischen Silberkleinmünze des ‚Typs Eis‘, d. h. mit dreistreifigem grünem Kreuz, vierstrahliger, sternförmiger roter Mitte und je einem spitz zulaufenden roten Blütenblatt in den vier Kreuzzwickeln.“
Es nimmt Bezug auf den Fund von keltischen Silbermünzen aus dem 1. Jahrhundert v. Chr., deren Rückseite eine kreuzförmige Figur zeigt. Diese geht auf die stilisierte Rose der griechischen Handelskolonie Rhoda in Südfrankreich zurück, wo ab 300 v. Chr. das keltische Volk der Tektosagen ansässig war. Die roten Anteile des Wappens erinnern demnach an die rote Rose von Rhoda, dem Ursprung des Tectosagenkreuzes, die dreistreifigen grünen Kreuzbalken darunter an deren pflanzlichen Ursprung und der silberne Schildgrund an den historischen Silberbergbau.
Wappen und Fahne wurden der Gemeinde am 14. Juni 1960 verliehen. Die Flagge von Ruden zeigt die längsgestreiften Farben rot–weiß–grün mit eingearbeitetem Gemeindewappen.

## Persönlichkeiten
- Valentin Pleschiutschnig (1852–1940), Bürgermeister
- Johann Strutz (1949–2022), Komparatist, Literaturtheoretiker und Übersetzer
- Marianne Klemun (* 1955), Wissenschaftshistorikerin
- Ivan Ramšak (* 1961), Profifußballer und Trainer
- Martin Kušej (* 1961), Theaterregisseur, Opernregisseur und Intendant